# Kia Motors
Kia Corporation, comúnmente conocido como Kia ((en hangul, 기아; en hanja, 起亞; romanización revisada, Gia; McCune-Reischauer, Kia); anteriormente conocido como Kyungsung Precision Industry (en coreano: 경성정밀공) y Kia Motors Corporation), es un fabricante de automóviles multinacional de Corea del Sur, con sede central ubicada en Yangjae-dong, Seocho-gu,  Seúl.  Es el más antiguo y segundo más grande fabricante de automóviles de Corea del Sur, después de su empresa matriz, Hyundai Motor Company, con ventas de más de 2,8 millones de vehículos en 2019. A partir de 2014, Kia Corporation es propiedad minoritaria de Hyundai, que posee una participación del 33,88% valorada en solo  más de 6 mil millones de dólares. Kia, a su vez, es propietario minoritario de más de veinte subsidiarias de Hyundai que van desde el 4,9% hasta el 45,37%, por un total de más de 8.300 millones de dólares.
En la fase Ford fabricó, como parte del conglomerado ante-crisis de la Ford Motor Company, modelos bajo licencia para Ford y Mazda.
Para el 2011, sus ventas globales se situaron en 2,7 millones de vehículos, teniendo su propiedad Hyundai, con el 33,88% de acciones, la mayor parte de control en sus operaciones.

## Historia
Fundada en 1944, nació como un ensamblador de motocicletas Honda en Corea del Sur, a partir de una fábrica de tuberías de acero. En 1952, Kia cambió su nombre por Kyungsung Precision Industry, más tarde empezó a construir motocicletas, camiones y coches. Entre las década de los años 50 y años 70 Kia ya estaba fabricando, en su planta de Sohari, coches para otras importantes compañías del sector como Mazda, de la que tomó posteriormente sus diseños para desarrollar los propios, pero fabricó de ésta camiones (1962) y luego coches (1973) bajo dicha marca, así como autos de la francesa Peugeot, como el 604, así como unos modelos de la italiana Fiat, como el 124, 125, 131 y 132.
En 1981, la producción del Kia Brisa se canceló y se forzó el cierre de su planta, debido a las políticas de potenciación militar en la dictadura de Chun Doo-hwan. Ello llevó a la Kia a enfocarse en la producción de camiones ligeros y dejar de lado la producción de sus coches de pasajeros.
Kia continuó produciendo varios modelos de la Mazda bajo licencia desde 1986, cuando cambió su propietario. Luego, se haría parte del gigante estadounidense Ford, que, junto a Mazda inician la fabricación de un modelo con base Mazda, cada marca denominándolo diferentemente en los distintos mercados donde se comercializó, como el modelo Kia Pride. 
Este modelo, que fuera desarrollado por Mazda en el centro de I+D de Kia, se le adaptó a cada marca pero con un propulsor de diseño propio, el que había sido diseñado 2 años antes, en 1984 por Mazda, pero con mejoras posteriores. Subsiguientemente a este centro I+D se le añadirían otros 6 más repartidos por todo el mundo. Dichos vehículos fueron producidos tanto para ventas domésticas en Corea del Sur, como para exportaciones en otros países. Estos modelos incluyen el Kia Pride (basado en el Mazda 121) y el Avella que fueron comercializados en Norteamérica y Australia respectivamente como el Kia Pride, Ford Festiva y el Ford Aspira.
A principios de los 90 Kia abrió sus filiales en Estados Unidos y Europa, incluida España, con el lanzamiento del Sephia en ambos continentes, iniciando su progresión de éxito en estos mercados. En 1992, Kia entró en el mercado estadounidense con el Sephia, y después amplió su gama de productos en 1994 con la llegada de la SUV Sportage, basada en la mecánica de la van panel Mazda Bongo. Sin embargo, en 1997 se produjo la bancarrota de la empresa debido a la crisis financiera asiática, por lo que en 1998 Hyundai compró el 33.88% de Kia. Cerca de cien distribuidores de la Kia existieron alrededor de los Estados Unidos, en unos 33 estados para 1995, vendiendo una cifra récord de 24,740 automóviles.
Sin embargo, durante la crisis financiera asiática de 1998-2001, Kia se declaró en bancarrota en 1997, y en 1998, Hyundai Motor Company adquiere el 51% de la compañía, desbancando a la Ford como su accionista mayoritario en Kia Motors desde 1986. Tras movimientos y maniobras posteriores, Hyundai Motor Company posee menos del 50% de la compañía, pero retiene la mayor parte de su participación y operación en la Kia.
En marzo de 2005 decide enfocarse en el mercado europeo, y salen las primeras unidades del Cee´d, proveniente desde su factoría propia en la ciudad de Zilina, Eslovaquia con una inversión de € 1000 millones. En esta fábrica se producirá sólo el Cee'd, para Europa; y en un futuro la SUV Sportage. Este mismo año Kia celebra su unidad exportada 5 millones. Este logro es más que significativo, pues la 4 millones se celebró poco más de un año antes. Para 2005 una de sus metas era alcanzar 1 millón de exportaciones anuales, incluyendo la producción en China, y desde la creación del grupo de automoción Hyundai Motor Group, se ha producido un incremento de los ingresos por exportaciones, creciendo desde los US$ 5 mil millones en 2004 a 7 mil millones en 2004 y 10 mil millones en 2005.
En lo que respecta a productos, Kia ha completado con la introducción en todos los segmentos en un corto espacio de tiempo un portafolio diverso. La introducción en el 2004-2005 del Picanto como coche básico de la marca en el segmento A, del Cerato en el segmento C y la nueva SUV Sportage, coches que han completado su gama, aportan a la compañía una amplia competitividad en todos los segmentos del mercado.
Como parte de su visión estratégica, Kia decide construir una planta de producción para atender el mercado estadounidense, la cual tendrá un coste inicial de más de mil millones de dólares, por lo que adquiere varios terrenos en Georgia, y en la ciudad de West Point inaugura la instalación de la primera piedra el 20 de octubre de 2006. La nueva planta producirá aproximadamente 300.000 vehículos por año y creará 5.000 empleos en los Estados Unidos. Los productos de Kia han recibido numerosos reconocimientos durante el año 2005, como Visión Estratégica (Estados Unidos), El coche más encantador del año en Estados Unidos (Opirus), Premio al Valor Total en Estados Unidos (Carnival),y el de Coche del Año en su segmento en Canadá (Cerato). 
Kia, para el año 2012, cuenta en su plantilla de personal con más de 33.000 empleados y con unos ingresos anuales de casi 19.000 millones de dólares. Es el patrocinador principal del Open de Tenis australiano y el patrocinador mundial de la Copa Davis. En agosto de 2014, la compañía recibe una gran parte de la atención del mundo, ya que su santidad Francisco de la Iglesia católica usa un coche compacto de la marca, el Kia Soul, durante su visita de cinco días a Corea del Sur. Este Kia Soul atrajo una gran atención, mucho más que los otros dos autos usados por el Papa, un Kia Carnival y la Santa Fe, puesto que apareció en primera fila durante la ceremonia de bienvenida el mismo día.
En julio de 2015, KIA arranca operaciones en México, con 21 distribuidores en las 10 principales ciudades del país. Los primeros vehículos a la venta fueron Kia Forte, Kia Sportage y Kia Sorento; posteriormente se incorporaría Kia Rio, Kia Soul, Kia Optima y Kia Niro. Rápidamente Kia se ganó la confianza del consumidor mexicano, ya que es la única marca que ofrece garantía de 7 años o 150,000 kilómetros, así como un llamativo financiamiento con BNP Paribas. Ha tenido un crecimiento excepcional, situándose entre las 10 marcas más vendidas en el país y convirtiendo rápidamente a México en uno de los 10 principales países para la marca en el mundo. Kia arrancó operaciones en su planta en Pesquería, Nuevo León, ensamblando Forte y Rio. Kia ya cuenta con más de 90 distribuidores repartidos por toda la República.

## Marketing
Kia ha venido patrocinando competiciones deportivas en diferentes partes del mundo como el Australia Open de tenis o la Copa América de Chile 2015 buscando ganar reconocimiento en mercados diferentes al asiático. Es patrocinador oficial del tenista español Rafa Nadal desde la temporada 2004/2005 hasta en la actualidad, quien es embajador de marca global de KIA Corporation desde 2015. Desde el año 2018 es patrocinador de la UEFA Europa League.

## Modelos actuales
- Kia Ceed, ProCeed, XCeed
- Kia Cerato/Kia Forte
- Kia Morning/Kia Picanto
- Kia Ray
- Kia Soul
- Kia Stinger
- Kia Niro
- Kia Sorento
- Kia Sportage
- Kia Stonic
- Kia Soluto
- Kia Telluride
- Kia Mohave/Kia Borrego
- Kia Grand Carnival/Kia Sedona
- Kia Seltos
- Kia Sonet
- Kia Soul
- Kia K8
- Kia EV3
- Kia EV6
- Kia EV9
- Kia K9
- Kia K5
- Kia K3
- Kia Tasman

## Modelos anteriores
- Kia Opirus/Kia Amanti
- Kia Venga
- Kia Avella
- Kia Clarus
- Kia Pride
- Kia Sephia
- Kia Shuma
- Kia Besta
- Kia Pregio
- Kia Joice
- Kia Quoris
- Kia Cadenza/Kia K7
- Kia Optima
- Kia Carens
- Kia Rio

## Polémicas

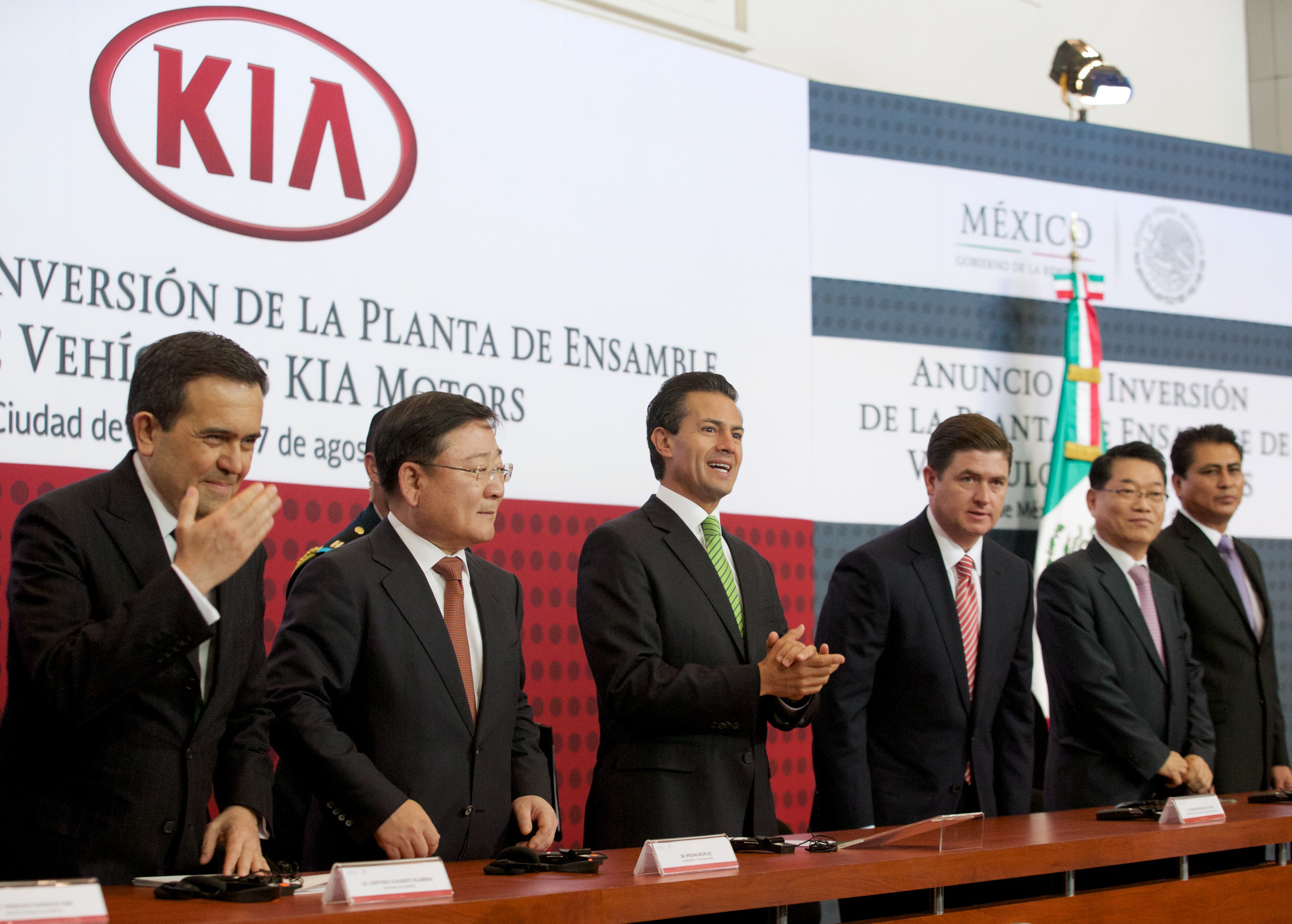
Evento de anuncio de la planta Kía Motors con funcionarios mexicanos y ejecutivos de la armadora surcoreana, Museo Tecnológico de la Ciudad de México, 2014.

Kia está involucrado en una polémica en México debido a presuntas irregularidades en la construcción de una de sus plantas en el municipio de Pesquería, en el Estado de Nuevo León, al norte del país. La construcción de la planta se hizo en terrenos comprados de manera irregular, y el convenio entre el gobierno del estado de Nuevo León, encabezado entonces por Rodrigo Medina de la Cruz, fue firmado con condiciones ventajosas hacia la empresa surcoreana y con incentivos fiscales superiores a los que contemplan las leyes mexicanas.
Por dicho caso el exgobernador Medina de la Cruz y otros funcionarios de la administración estatal, fueron acusados penalmente por la fiscalía del estado por presunto peculado, ejercicio indebido de funciones públicas y daño contra el patrimonio del estado. Medina fue puesto en prisión preventiva en enero de 2017 entre otros casos, por este.